# 加尔达湖畔帕登盖
加尔达湖畔帕登盖（義大利語：Padenghe sul Garda），是意大利布雷西亚省的一个市镇。总面积20平方公里，人口4309人，人口密度215.5人/平方公里（2009年）。国家统计（ISTAT）代码为017129。